# Sinfonía n.º 2 (Arnold)

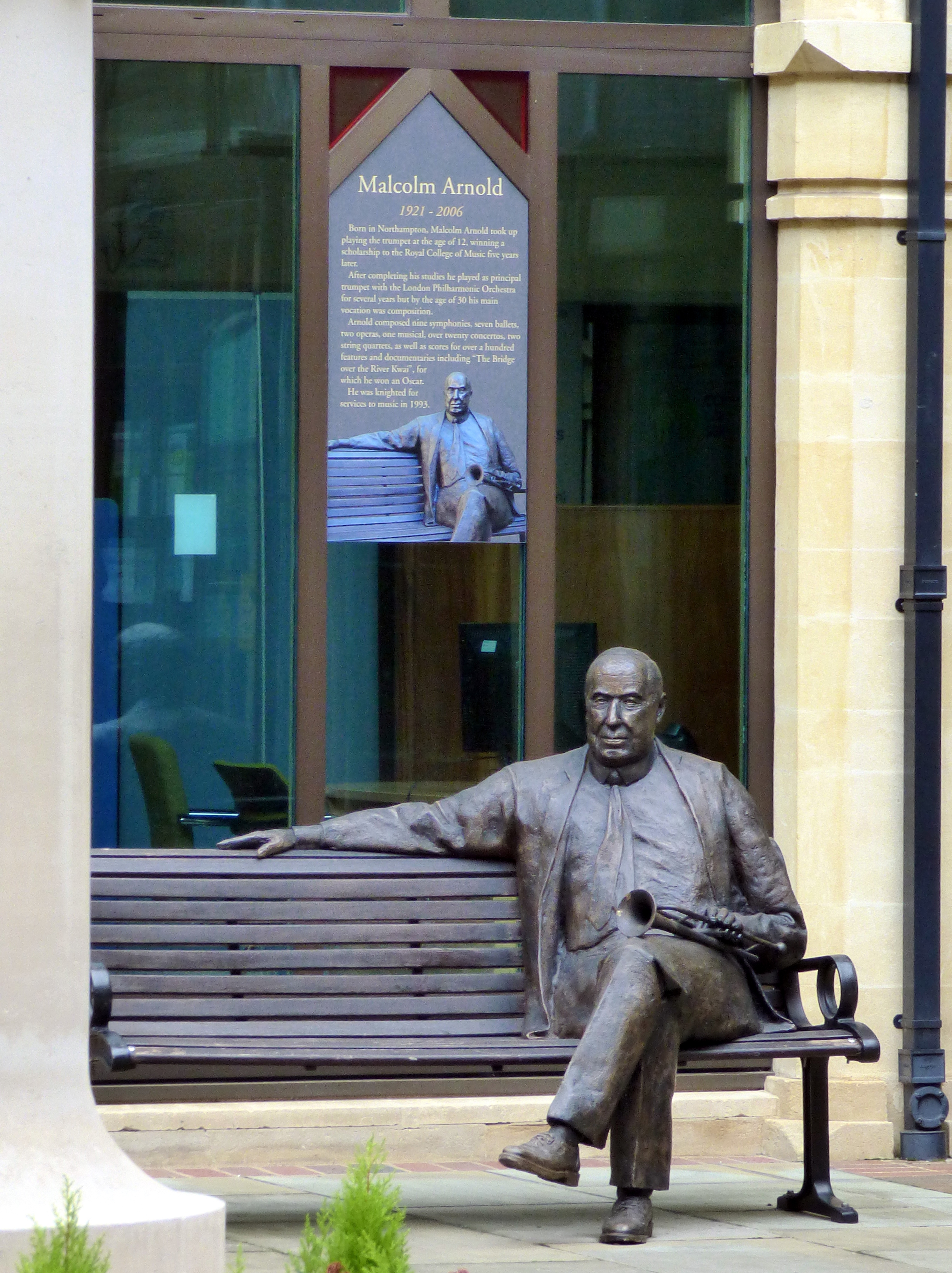
Malcolm Arnold, escultura en Northampton.

La Sinfonía n.º 2 Opus 40 de Malcolm Arnold fue terminada en 1953 y estrenada en mayo del mismo año por la Orquesta Municipal de Bournemouth (hoy Orquesta Sinfónica de Bournemouth) bajo la dirección de Charles Groves. Fue un encargo de la Bournemouth Winter Gardens Society.

## Movimientos
- Allegretto
- Vivace
- Lento
- Allegro con brio

## Descripción
Tras sentar las bases en la primera, esta sinfonía muestra un mayor grado de madurez, reconocido unánimemente por la crítica inglesa en el momento de su estreno (fue probablemente la sinfonía mejor recibida en los ámbitos especializados, a pesar de ser, objetivamente, de menor calidad que las siguientes: algunos calificativos de la crítica en la prensa inglesa fueron "la sinfonía de la felicidad" o "Arnold hace que la música diga más que las palabras"). 
 Tras un primer movimiento de comienzo insignificante pero de desarrollo claramente hollywoodiense, se da paso a un segundo movimiento pequeño y de sonidos agudos, solo interrumpidos por los timbales y el viento metal. El tercer movimiento, que bien podría emplearse en una obra de danza clásica, comienza con la delicada melodía del fagot, y se desarrolla en una atmósfera misteriosa de gran atractivo. 
 El cuarto y último movimiento comienza con una divertida y ágil melodía que da paso a una segunda mitad más trascendente y potente: el empleo por parte de Arnold de melodías fáciles y de irresistible atractivo, como marchas militares de aire cómico, será una constante en toda su obra, con el indisimulado objetivo de atraer la atención del público y de mantenerlo atento para cuando llegue el mensaje que realmente quiere transmitir.